# 185150 Panevezys
185150 Panevezys este un asteroid din centura principală de asteroizi.

## Descriere
185150 Panevezys este un asteroid din centura principală de asteroizi. A fost descoperit pe 23 septembrie 2006 la Moletai de Kazimieras Černis. Asteroidul prezintă o orbită caracterizată de o semiaxă mare de 2,58 ua, o excentricitate de 0,15 și o înclinație de 1,4° în raport cu ecliptica.